# تيد غريني
تيد غريني (بالإنجليزية: Ted Greene)‏ هو كاتب ومؤلف أمريكي، ولد في 26 سبتمبر 1946 في لوس أنجلوس في الولايات المتحدة، وتوفي في 23 يوليو 2005 في إنسينو ‏ في الولايات المتحدة بسبب نوبة قلبية.

## وصلات خارجية
- تيد غريني على موقع ميوزك برينز (الإنجليزية)
- تيد غريني على موقع ديسكوغز (الإنجليزية)